# Basra (película)
Basra es una película del año 2008 dirigida por Ahmed Rashwan.

## Sinopsis
El Cairo, 17 de marzo de 2003. El ataque de Estados Unidos y de Inglaterra contra Irak es inminente. ¿Cómo puede un fotógrafo egipcio de unos treinta años superar la desilusión y el miedo? ¿Cómo encontrará una respuesta a las preguntas existenciales referentes a la vida, la muerte, el sexo y la lógica, siendo consciente del mundo absurdo que le rodea? ¿Puede este artista seguir vivo, respirar, pensar, fotografiar y resistirse en un entorno opresor? ¿O puede que caiga con Bagdad?

## Premios
- Mostra de Valencia 2008
- El Cairo 2008
- Cine Árabe, Róterdam, 2009
- Cine Árabe, Bruselas, 2009